# Originál (album, Chinaski)
Originál je páté studiové album české hudební skupiny Chinaski, vydané roku 2002 společností B&M Music.

## Seznam skladeb
| Pořadí         | Název                                  | Hudba                                            | Text           | Délka |
| -------------- | -------------------------------------- | ------------------------------------------------ | -------------- | ----- |
| 1.             | Můj svět                               | František Táborský, Štěpán Škoch, Michal Malátný | Tomáš Roreček  | 3:36  |
| 2.             | Veselý turista                         | Michal Malátný                                   | Michal Malátný | 3:15  |
| 3.             | Láskopád                               | František Táborský, Pavel Grohman                | Tomáš Roreček  | 4:22  |
| 4.             | Hurá do Chebu                          | Adam Stivín, Michal Malátný                      | Pavel Grohman  | 3:55  |
| 5.             | Kytarista                              | František Táborský, Pavel Grohman                | Tomáš Roreček  | 3:34  |
| 6.             | Žil byl...                             | František Táborský                               | Michal Malátný | 3:18  |
| 7.             | Lidi choděj do práce                   | Štěpán Škoch                                     | Štěpán Škoch   | 4:14  |
| 8.             | Dobrák od kosti (se Zuzanou Norisovou) | Petr Kužvart, Pavel Grohman, Michal Malátný      | Tomáš Roreček  | 3:22  |
| 9.             | Umělci z Prahy                         | Ondřej Škoch                                     | Pavel Grohman  | 3:17  |
| 10.            | Šangrila-la                            | Ondřej Škoch, Tomáš Roreček                      |                | 4:07  |
| 11.            | Dál                                    | Štěpán Škoch                                     | Štěpán Škoch   | 3:02  |
| 12.            | Neříkej, že ne                         | František Táborský                               | Michal Malátný | 3:19  |
| 13.            | Tahle láska skončila                   | Michal Malátný                                   | Tomáš Roreček  | 4:59  |
| Celková délka: | Celková délka:                         | Celková délka:                                   | Celková délka: | 48:20 |